# 菲利普·奥托·龙格

菲利普·奥托·龙格

菲利普·奥托·龙格（德語：Philipp Otto Runge，1777年7月23日—1810年12月2日），德国浪漫主义画家、绘图员。尽管龙格职业生涯起步晚并且英年早逝，但他仍被认为是德国最优秀的画家之一。